# 엑스큐티브 아웃컴즈
엑스큐티브 아웃컴즈(영어: Executive Outcomes)는 1989년 남아프리카 공화국에서 옛 남아프리카 방위군 중령이었던 이번 발로우가 설립한 민간군사기업이다. 이후 이 회사는 남아프리카에 기반을 둔 "전략기업회사"의 지주회사가 되었다. 엑스큐티브 아웃컴즈는 1998년 해체했다가 2020년 재설립되었다.

## 역사

### 배경
1989년 앙골라와 나미비아에서 남아프리카 국경 전쟁이 끝난 후, 아파르트헤이트 정권은 남아프리카 공화국 방위군의 광범위한 감축을 고려하고 있었다. 이러한 초기 단점은 1990년대 초 아파르트헤이트 제도가 해체되면서 빠르게 가속화되었다. 넬슨 만델라 아프리카 국민회의 대표는 당시 프레데리크 빌렘 데 클레르크 남아공 대통령에게 제32대대와 코보에 등 남아프리카공화국과 남서아프리카 특수부대 일부를 해체할 것을 요구했다. 이들 중 하나는 민간 협력국(CCB)으로, 정부 반대자들의 암살을 포함한 비밀 작전을 수행했고, 해외 전선 회사들을 설립함으로써 유엔의 인종차별 정책을 우회하기 위해 노력했다.
남서아프리카 경찰(SWAPOL)의 일원이었던 코보에만이 남서아프리카(현재의 나미비아)의 독립 협상의 일환으로 해체되었다. 다른 부대의 많은 구성원들, 또는 단순히 전직 국가 군인들이 행정 결과에 의해 채용되었다.

## 같이 보기
- 군수산업